# Tylototriton hainanensis
Tylototriton hainanensis es una especie de anfibios de la familia Salamandridae.

## Distribución geográfica
Es endémica de la isla de Hainan (China).

## Estado de conservación
Esta especie se encuentra amenazada de extinción debido a la destrucción de su hábitat natural.